# ピーター・ランバート (野球)
ピーター・ジョゼフ・ランバート（Peter Joseph Lambert, 1997年4月18日 - ）は、アメリカ合衆国カリフォルニア州ロサンゼルス郡サンディマス出身のプロ野球選手（投手）。右投右打。東京ヤクルトスワローズ所属。
実兄は同じくプロ野球選手のジミー・ランバート。

## 経歴
2015年のMLBドラフト2巡目（全体44位）でコロラド・ロッキーズから指名され、プロ入り。なお、契約しない場合はカリフォルニア大学ロサンゼルス校へ進学の予定であった。契約後、傘下のパイオニアリーグのルーキー級グランドジャンクション・ロッキーズでプロデビュー。8試合に先発登板して0勝4敗、防御率3.45、26奪三振を記録した。
2016年はA級アッシュビル・ツーリスツでプレーし、26試合に先発登板して5勝8敗、防御率3.93、108奪三振を記録した。
2017年はA+級ランカスター・ジェットホークスでプレーし、26試合に先発登板して9勝8敗、防御率4.17、131奪三振を記録した。
2018年はAA級ハートフォード・ヤードゴーツとAAA級アルバカーキ・アイソトープスでプレーし、2球団合計で26試合に先発登板して10勝7敗、防御率3.28、106奪三振を記録した。
2019年は開幕をAAA級アルバカーキで迎え、6月6日にメジャー契約を結んでアクティブ・ロースター入りした。メジャーデビューとなった同日のシカゴ・カブス戦では先発して7回を1失点の投球で勝利投手となった。この年メジャーでは19試合に先発登板して3勝7敗、防御率7.25、57奪三振を記録した。
2020年7月23日、右肘のトミー・ジョン手術を受けることを発表し、残りのシーズンを全休した。
2021年はシーズン最終盤の9月24日にメジャーに復帰し、2試合に先発登板した。
2022年の開幕はアクティブ・ロースターに登録されたが、右前腕の炎症により、開幕には間に合わなかった。残りのシーズンもケガの影響で、メジャーでは2年ぶりとなる登板なしに終わった。
2023年4月19日に2年ぶりにメジャーに復帰した。この年は、途中ケガによる離脱があったものの、25試合（うち11試合に先発）に登板し、3勝7敗、防御率5.36、71奪三振の成績だった。
2024年は、メジャーでは28試合（うち3試合に先発）に登板、2勝5敗、自身初となる1ホールド、防御率5.72、50奪三振という成績を残した。シーズン終了後の10月17日にFAとなった。

### ヤクルト時代
2024年12月12日に東京ヤクルトスワローズと契約を結んだことが発表された。背番号は39。1年契約で年俸は160万ドル（約2億4300万円）プラス出来高払い（推定）。

## 投球スタイル
最速95.7mph（約154km/h）の速球に変化球を織り交ぜる投球を見せる。変化球はチェンジアップ、スライダー、スラーブ、カーブ、シンカー、カッターを投げる。

## 詳細情報

### 年度別投手成績
| 年 度    | 球 団    | 登 板 | 先 発 | 完 投 | 完 封 | 無 四 球 | 勝 利 | 敗 戦 | セ 丨 ブ | ホ 丨 ル ド | 勝 率 | 打 者 | 投 球 回 | 被 安 打 | 被 本 塁 打 | 与 四 球 | 敬 遠 | 与 死 球 | 奪 三 振 | 暴 投 | ボ 丨 ク | 失 点 | 自 責 点 | 防 御 率 | W H I P |
| -------- | -------- | ----- | ----- | ----- | ----- | -------- | ----- | ----- | -------- | ----------- | ----- | ----- | -------- | -------- | ----------- | -------- | ----- | -------- | -------- | ----- | -------- | ----- | -------- | -------- | ------- |
| 2019     | COL      | 19    | 19    | 0     | 0     | 0        | 3     | 7     | 0        | 0           | .300  | 420   | 89.1     | 119      | 18          | 36       | 3     | 6        | 57       | 5     | 0        | 74    | 72       | 7.25     | 1.74    |
| 2021     | COL      | 2     | 2     | 0     | 0     | 0        | 0     | 0     | 0        | 0           | ----  | 30    | 5.2      | 12       | 2           | 2        | 0     | 0        | 3        | 0     | 0        | 7     | 7        | 11.12    | 2.47    |
| 2023     | COL      | 25    | 11    | 0     | 0     | 0        | 3     | 7     | 0        | 0           | .300  | 375   | 87.1     | 93       | 18          | 28       | 0     | 5        | 71       | 1     | 0        | 54    | 52       | 5.36     | 1.39    |
| 2024     | COL      | 28    | 3     | 0     | 0     | 0        | 2     | 5     | 0        | 1           | .286  | 280   | 61.1     | 73       | 7           | 29       | 2     | 2        | 50       | 5     | 0        | 42    | 39       | 5.72     | 1.66    |
| MLB：4年 | MLB：4年 | 74    | 35    | 0     | 0     | 0        | 8     | 19    | 0        | 1           | .296  | 1105  | 243.2    | 297      | 45          | 95       | 5     | 13       | 181      | 11    | 0        | 177   | 170      | 6.28     | 1.61    |

- 2024年度シーズン終了時

### 年度別打撃成績
| 年 度    | 球 団    | 試 合 | 打 席 | 打 数 | 得 点 | 安 打 | 二 塁 打 | 三 塁 打 | 本 塁 打 | 塁 打 | 打 点 | 盗 塁 | 盗 塁 死 | 犠 打 | 犠 飛 | 四 球 | 敬 遠 | 死 球 | 三 振 | 併 殺 打 | 打 率 | 出 塁 率 | 長 打 率 | O P S |
| -------- | -------- | ----- | ----- | ----- | ----- | ----- | -------- | -------- | -------- | ----- | ----- | ----- | -------- | ----- | ----- | ----- | ----- | ----- | ----- | -------- | ----- | -------- | -------- | ----- |
| 2019     | COL      | 21    | 34    | 28    | 3     | 9     | 0        | 0        | 0        | 9     | 2     | 0     | 0        | 3     | 0     | 3     | 0     | 0     | 10    | 1        | .321  | .387     | .321     | .708  |
| 2021     | COL      | 2     | 2     | 2     | 0     | 0     | 0        | 0        | 0        | 0     | 0     | 0     | 0        | 0     | 0     | 0     | 0     | 0     | 1     | 0        | .000  | .000     | .000     | .000  |
| 2024     | COL      | 1     | 0     | 0     | 0     | 0     | 0        | 0        | 0        | 0     | 0     | 0     | 0        | 0     | 0     | 0     | 0     | 0     | 0     | 0        | --    | --       | --       | --    |
| MLB：3年 | MLB：3年 | 24    | 36    | 30    | 3     | 9     | 0        | 0        | 0        | 9     | 2     | 0     | 0        | 3     | 0     | 3     | 0     | 0     | 11    | 1        | .300  | .364     | .300     | .664  |

- 2024年度シーズン終了時

### 年度別守備成績
| 年 度 | 球 団 | 投手（P） | 投手（P） | 投手（P） | 投手（P） | 投手（P） | 投手（P） |
| 年 度 | 球 団 | 試 合     | 刺 殺     | 補 殺     | 失 策     | 併 殺     | 守 備 率  |
| ----- | ----- | --------- | --------- | --------- | --------- | --------- | --------- |
| 2019  | COL   | 19        | 14        | 16        | 1         | 3         | .968      |
| 2021  | COL   | 2         | 0         | 1         | 0         | 0         | 1.000     |
| 2023  | COL   | 25        | 1         | 4         | 4         | 0         | .556      |
| 2024  | COL   | 28        | 5         | 7         | 2         | 2         | .857      |
| MLB   | MLB   | 74        | 20        | 28        | 7         | 5         | .873      |

- 2024年度シーズン終了時

### 記録
初記録

#### NPB
投手記録
- 初登板・初先発登板・初勝利・初先発勝利：2025年4月5日、対中日ドラゴンズ2回戦（明治神宮野球場）、6回無失点で勝利投手[8]
- 初奪三振：同上、1回表に細川成也から見逃し三振

打撃記録
- 初打席：2025年4月5日、対中日ドラゴンズ2回戦（明治神宮野球場）、2回裏に松葉貴大から遊ゴロ
- 初安打：2025年6月27日、対阪神タイガース8回戦（明治神宮野球場）、5回裏に村上頌樹から右前安打[9]
- 初打点：2025年7月11日、対阪神タイガース11回戦（阪神甲子園球場）、2回表に村上頌樹から投手前適時打[10]

その他の記録
- 1イニング3暴投：2025年4月29日、対横浜DeNAベイスターズ2回戦（明治神宮野球場）、5回表に記録[11] ※日本プロ野球最多タイ記録[11]

### 背番号
- 23（2019年 - 2022年）
- 20（2023年 - 2024年）
- 39（2025年[1] - ）